# Teatro Nair Bello
Teatro Nair Bello é um teatro localizado dentro do Shopping Frei Caneca na cidade de São Paulo. Pertence ao Grupo Wolf Maya.

## Crítica
Em 28 de setembro de 2014, foi publicado na Folha de S.Paulo o resultado da avaliação feita pela equipe do jornal ao visitar os sessenta maiores teatros da cidade de São Paulo. O local foi premiado com três estrelas, uma nota "regular", com o consenso: "O espaço não tem grandes luxos, mas é confortável, com banheiros limpos e poltronas de conforto médio. Durante a peça, houve interferência de som externo. A casa informou que foi um problema pontual, causado por barulho do centro de convenções, que fica ao lado."